# Антония (жена Пифодора)
Анто́ния (лат. Antonia; между 54 и 49 — после 29 гг. до н. э.) — римская аристократка, дочь Марка Антония, жена Пифодора из Тралл.
Антония была самым старшим из известных по источникам детей Марка Антония. Она родилась от второго брака будущего триумвира с его двоюродной сестрой — Антонией Гибридой Младшей. Супруги развелись в 47 году до н. э., когда Антоний обвинил жену в измене. В 44 году до н. э. юная Антония была помолвлена с сыном Марка Эмилия Лепида, но позже эта помолвка была расторгнута. В 36 году Марк Антоний выдал дочь за Пифодора из Тралл — богатого азиатского грека, в прошлом друга Гнея Помпея Великого. Супруги жили в Смирне; в 30 или 29 году до н. э. у них родилась дочь Пифодорида, ставшая женой понтийского царя Полемона. Её потомки правили рядом восточных царств, до IV века н. э. занимали престол в Боспоре.